# US-amerikanische Badmintonmeisterschaft 1972
Die US-amerikanische Badmintonmeisterschaft 1972 fand vom 30. März bis zum 2. April 1972 auf der Offutt Air Force Base nahe Omaha statt. Es war die 32. Auflage der nationalen Titelkämpfe im Badminton in den USA.

## Titelträger
| Disziplin    | Sieger                         |
| ------------ | ------------------------------ |
| Herreneinzel | Chris Kinard                   |
| Dameneinzel  | Pam Stockton                   |
| Herrendoppel | Don Paup Jim Poole             |
| Damendoppel  | Polly Bretzke Pam Stockton     |
| Mixed        | Thomas Carmichael Pam Stockton |